# Thaumatoxena wasmanni
Thaumatoxena wasmanni (лат.) — вид термитофильных мелких мух-горбаток рода Thaumatoxena из подсемейства Thaumatoxeninae (отряд двукрылые). Африка: Зимбабве, Южная Африка. Обнаружены в гнёздах термитов видов Macrotermes natalensis (Haviland) и Macrotermes subhyalinus (Rambur). Вид был описан в 1904 году и назван в честь австрийского монаха-иезуита и энтомолога Эриха Васманна (Erich Wasmann), крупнейшего специалиста по мухам-горбаткам, термитофилам и мирмекофилам.